# Енніс (Техас)
Енніс (англ. Ennis) — місто (англ. city) в США, в окрузі Елліс штату Техас. Населення — 20 159 осіб (2020).

## Географія
Енніс розташований за координатами 32°19′33″ пн. ш. 96°38′16″ зх. д. / 32.32583° пн. ш. 96.63778° зх. д. (32.325935, -96.637641).  За даними Бюро перепису населення США в 2010 році місто мало площу 72,98 км², з яких 71,62 км² — суходіл та 1,35 км² — водойми.

## Демографія
Згідно з переписом 2010 року, у місті мешкало 18 513 осіб у 6191 домогосподарстві у складі 4573 родин. Густота населення становила 254 особи/км².  Було 6641 помешкання (91/км²).
Расовий склад населення:
| - 64,5 % — білих - 14,1 % — чорних або афроамериканців - 0,7 % — корінних американців - 0,5 % — азіатів - 0,2 % — вихідців з тихоокеанських островів - 17,7 % — осіб інших рас |

До двох чи більше рас належало 2,4 %. Частка іспаномовних становила 40,3 % від усіх жителів.
За віковим діапазоном населення розподілялося таким чином: 30,0 % — особи молодші 18 років, 58,2 % — особи у віці 18—64 років, 11,8 % — особи у віці 65 років та старші. Медіана віку мешканця становила 31,6 року. На 100 осіб жіночої статі у місті припадало 94,6 чоловіків;  на 100 жінок у віці від 18 років та старших — 88,0 чоловіків також старших 18 років.
Середній дохід на одне домашнє господарство  становив 54 385 доларів США (медіана — 41 305), а середній дохід на одну сім'ю — 63 756 доларів (медіана — 49 181). Медіана доходів становила 32 355 доларів для чоловіків та 25 876 доларів для жінок. За межею бідності перебувало 25,0 % осіб, у тому числі 33,7 % дітей у віці до 18 років та 16,1 % осіб у віці 65 років та старших.
Цивільне працевлаштоване населення становило 8405 осіб. Основні галузі зайнятості: виробництво — 21,5 %, освіта, охорона здоров'я та соціальна допомога — 15,5 %, роздрібна торгівля — 10,9 %, будівництво — 7,9 %.